# Requiem (film, 1998)
Pour les articles homonymes, voir Requiem (homonymie).
Pour plus de détails, voir Fiche technique et Distribution.
Requiem est un film suisse réalisé par Alain Tanner, sorti en 1998.

## Synopsis
Paul, le narrateur, attend sans illusions le fantôme du grand poète Fernando Pessoa sur le quai du Tage à Lisbonne.

## Fiche technique
- Réalisation : Alain Tanner
- Scénario : Bernard Comment, Alain Tanner d'après un roman d'Antonio Tabucchi
- Production : Gémini Films
- Photographie : Hugues Ryffel
- Musique : Michel Wintsch
- Montage : Monica Goux
- Lieu de tournage : Lisbonne
- Genre : film fantastique[1]
- Durée : 105 minutes
- Dates de sortie: 
  - France : 17 mai 1998 (Festival de Cannes)
  - France : 3 juin 1998
  - Suisse : 11 septembre 1998

## Distribution
- Francis Frappat : Paul
- André Marcon : Pierre
- Alexandre Zloto : Father
- Cécile Tanner : Christine
- Zita Duarte : Gypsy

## Critiques
- Pour Télérama, la transposition à l'écran du roman de Tabucchi paru en 1991 n'est pas une réussite[2].